# Jens Westemeier
Jens Westemeier (* 1966 in Bad Berleburg) ist ein deutscher Offizier und Historiker mit Schwerpunkt Militärgeschichte.
Westemeier besuchte bis zum Abitur 1987 das Johannes-Nepomuk-Gymnasium Rohr i.NB. Danach war er Soldat auf Zeit bei der Bundeswehr; heute ist er Oberstleutnant der Reserve. Er war OSZE-Beobachter, Auslandseinsätze führten ihn in den 1990er und 2000er Jahren nach Jugoslawien, in den Kosovo und nach Afghanistan.
Er studierte Geschichte und Politische Wissenschaften an der Universität Regensburg (Magister Artium 1997). Danach war er u. a. am Zentrum für Militärgeschichte und Sozialwissenschaften der Bundeswehr tätig, wo er seine früheren unkritischen Einschätzungen zum ehemaligen Adjutanten Himmlers, Joachim Peiper, revidierte. 2009 wurde er am Lehrstuhl für Militärgeschichte / Kulturgeschichte der Gewalt an der Philosophischen Fakultät der Universität Potsdam mit der geschichtswissenschaftlichen Dissertation Himmlers Krieger. Joachim Peiper und die Waffen-SS in Krieg und Nachkriegszeit, die in der Reihe Krieg in der Geschichte erschien, zum Dr. phil. promoviert. Die Gutachter waren Bernhard R. Kroener (Doktorvater) und Bernd Wegner. 2012 wurde Westermeier dafür mit dem Werner-Hahlweg-Preis (2. Preis) ausgezeichnet. Sven Felix Kellerhoff bezeichnete die Arbeit als „brillante[] biografische[] Studie“. Nach Bastian Hein sei man mit diesem Werk „künftig gegen jede Mythenbildung um die Waffen-SS immunisiert“.
Im Jahre 2014 wurde Westemeier Lehrbeauftragter am Potsdamer Historischen Institut. Im selben Jahr erhielt er von der Universitätsleitung der Universität Konstanz (Rektorat Ulrich Rüdiger) den Auftrag zur Erstellung einer wissenschaftlichen Dokumentation zur politischen Vergangenheit des Romanisten Hans Robert Jauß (Konstanzer Online-Publikations-System 2015). Die spätere erweiterte und bei der Konstanz University Press erschienene Buchfassung wurde von der Fachwelt positiv aufgenommen. Westemeier stellte sich einer Gesprächsrunde mit Didi Danquart, Ottmar Ette, Maurice Olender und Thomas Sparr im Centre Marc Bloch in Berlin.
Westemeier forscht schwerpunktmäßig zum Zeitalter der Weltkriege, zum Nationalsozialismus und zum Kalten Krieg. Er ist Mitglied des Arbeitskreises Militärgeschichte. Für diesen organisierte er die Tagung „So war der deutsche Landser“ – Die populärwissenschaftliche Darstellung der Wehrmacht mit. Er referierte u. a. bei folgenden Organisationen: Deutsches Komitee zur Geschichte des Zweiten Weltkriegs, Hannah-Arendt-Institut für Totalitarismusforschung, Berliner Colloquien zur Zeitgeschichte, Hamburger Institut für Sozialforschung und Aachener Kompetenzzentrum Wissenschaftsgeschichte. Er veröffentlichte als Rezensent in Fachzeitschriften wie Militärgeschichtlichen Zeitschrift und Zeitschrift für Geschichtswissenschaft sowie bei H-Soz-Kult.

## Schriften (Auswahl)
Monografien und Dokumentationen
- Joachim Peiper (1915–1976). SS-Standartenführer. Eine Biographie (= Soldatenschicksale des 20. Jahrhunderts als Geschichtsquelle. Bd. 14). Biblio-Verlag, Osnabrück 1996, ISBN 3-7648-2499-9. (2. veränderte Auflage 2004; 2. durchgesehene und veränderte Auflage 2006; englische Ausgabe 2007 bei Schiffer Military History)
- Himmlers Krieger. Joachim Peiper und die Waffen-SS in Krieg und Nachkriegszeit (= Krieg in der Geschichte. Bd. 71). Hrsg. mit Unterstützung des Zentrums für Militärgeschichte und Sozialwissenschaften der Bundeswehr, Schöningh, Paderborn u. a. 2014, ISBN 978-3-506-77241-1.
- Jugend, Krieg und Internierung. Hans Robert Jauß, 12.12.1921 Göppingen – 01.03.1997 Konstanz. Wissenschaftliche Dokumentation. Online-Ressource, Bibliothek der Universität Konstanz, Konstanz 2015 (online).
- Hans Robert Jauß. Jugend, Krieg und Internierung. Konstanz University Press, Konstanz 2016, ISBN 978-3-86253-082-3.
- Mit Mathias Schmidt, Dominik Groß (Hrsg.): Die Ärzte der Nazi-Führer. Karrieren und Netzwerke (= Medizin und Nationalsozialismus. Bd. 5). Lit, Berlin/Münster 2018. ISBN 978-3-643-13689-3
- Hrsg. mit Dominik Groß, Mathias Schmidt, Thorsten Halling, Matthis Krischel: Zahnärzte und Zahnheilkunde im „Dritten Reich“. Eine Bestandsaufnahme (= Medizin und Nationalsozialismus. Bd. 6). Lit, Berlin/Münster 2018. ISBN 978-3-643-13914-6.
- "So war der deutsche Landser". Wehrmachtsbilder von 1945 bis heute, in: Jens Westemeier (Hrsg.): "So war der deutsche Landser...". Das populäre Bild der Wehrmacht, Paderborn (Ferdinand Schöningh) 2019. ISBN 3-506-78770-5, S. 1–26.

Weitere Beiträge
- Leibstandarte SS Adolf Hitler, 1re SS-Panzerdivision. In: Jean-François Muracciole, Guillaume Piketty (Hrsg.): Encyclopédie de la Seconde Guerre mondiale. Electronic Resource, Éditions Robert Laffont, Paris 2015, ISBN 978-2-221-19175-0.
- Die Junkerschulgeneration. In: Jan Erik Schulte, Peter Lieb, Bernd Wegner (Hrsg.): Die Waffen-SS. Neue Forschungen (= Krieg in der Geschichte. Bd. 74). Schöningh, Paderborn 2014, ISBN 978-3-506-77383-8, S. 269–285.
- „Noch immer dunkel über Werl.“ The Allied National Prison Werl. Symbol britischer Besatzungs- und deutscher Vergangenheitspolitik, in: Peter E. Fäßler u. a. (Hrsg.): Briten in Westfalen 1945–2017. Besatzer, Verbündete, Freunde? (= Studien und Quellen zur Westfälischen Geschichte). Paderborn 2019, ISBN 978-3-657-79250-4.
- NS-Täter im Management des jungen IB. Neue Recherchen zu Biografien ehemaliger SS-Funktionäre, in: Marion Reinhardt, Bernd Umbach (Hrsg.): Von Altlasten und Neuanfängen. Die ersten Jahrzehnte des Internationalen Bundes. Frankfurt/Main 2019. ISBN 3-7344-0815-6.
- mit Mathias Schmidt und Dominik Groß: Der Zahnarzt in der Waffen-SS – Organisation und Arbeitsfeld, in: Zahnärzte und Zahnheilkunde im „Dritten Reich“. Eine Bestandsaufnahme (= Medizin und Nationalsozialismus. Bd. 6) (S. 93–112) Publisher: LITEditors: Dominik Groß, Jens Westemeier, Mathias Schmidt, Thorsten Halling, Matthis Krischel, ISBN 978-3-643-13914-6.
- mit Sebastian Scheib, Hendrik Uhlendahl, Dominik Groß, Mathias Schmidt: Hans Wolfgang Sachs (1912–2000). Vom nationalsozialistischen „Volkstumskämpfer“ und „Leitenden Pathologen beim Reichsarzt-SS“ zum Lehrstuhlinhaber in der Bundesrepublik, in: Der Pathologe 41 (2020), S. 168–176.
- Ein Zwangsarbeiter bei der Ufa. Die Erinnerungen Piet Reijnens, in: Rainer Rother u. Vera Thomas (Hrsg.): Linientreu und populär: Das Ufa-Imperium 1933–1945. Berlin 2018, ISBN 978-3-86505-255-1.